# SYMPHONIA
SYMPHONIA是一支日本的前卫金属乐队。

## 简历
SYMPHONIA从1997年在东京开始活动。

迄今为止经过多次换人，首张专辑发行时的乐队阵容是Dai（主唱）、Shu（吉他）、Masato（贝司）、Thake（鼓）。首张专辑发行之前Thake离队，加入了新的鼓手Sin。

他们自称前卫金属乐队。乐队名SYMPHONIA表现出重视和声的他们对音乐的主见。

2005年在第二届NEXTMUSIC AWARDS 2005上“Stardust”获得了最佳主唱奖。

## 乐曲
悠扬悦耳的旋律仿佛北欧和德国的旋律硬摇滚与硬金属，含有古典风格的乐曲令人想起东尼.麦考潘（Tony Macalpine），无论是非前卫金属迷也顺耳动听。所有乐曲的作曲与编曲是都均Shu来担任的。

## 唱片
2006/8/23 《The First Movement》（NEXT MUSIC/ASCD-22）

## 其他
吉他手兼作曲家的Shu在除了SYMPNOHIA的活动以外还担任制作其他歌手的乐曲和制作活动。其中的镰仓圭目前在itune Music Store上开始发布他的第一张专辑《Love activity》的所有乐曲，并受听众的欢迎。